# 秀茂坪商場
秀茂坪商場（英語：Sau Mau Ping Shopping Centre）是香港一個購物中心、亦是秀茂坪最大型的購物中心，位於九龍觀塘區秀茂坪秀明道101號，於2002年落成，樓高4層（包括號為住宅平台），面積達158,421平方呎，現為領展旗下。

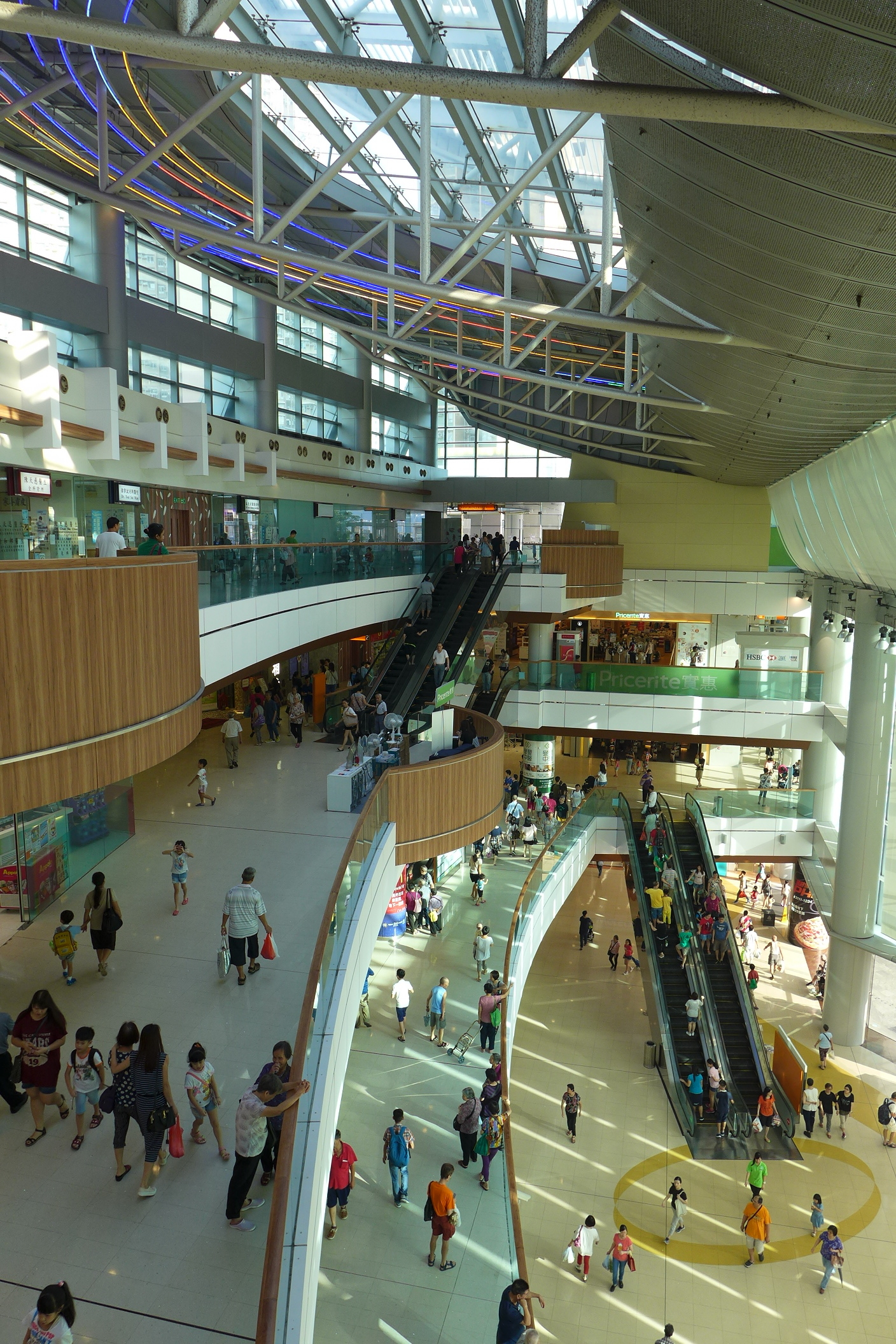
秀茂坪商場南中庭

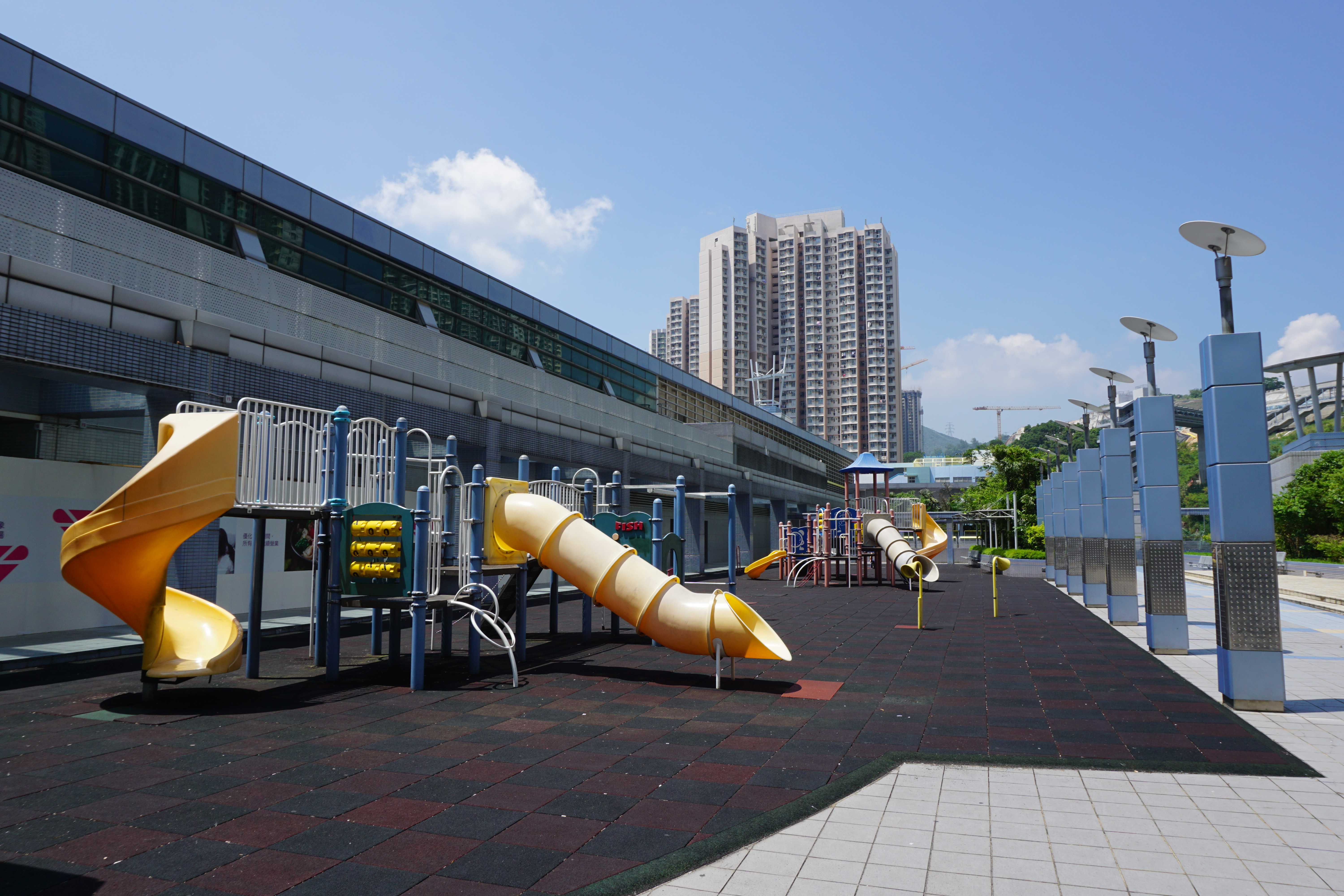
頂層3樓平台花園（幾何動樂園）

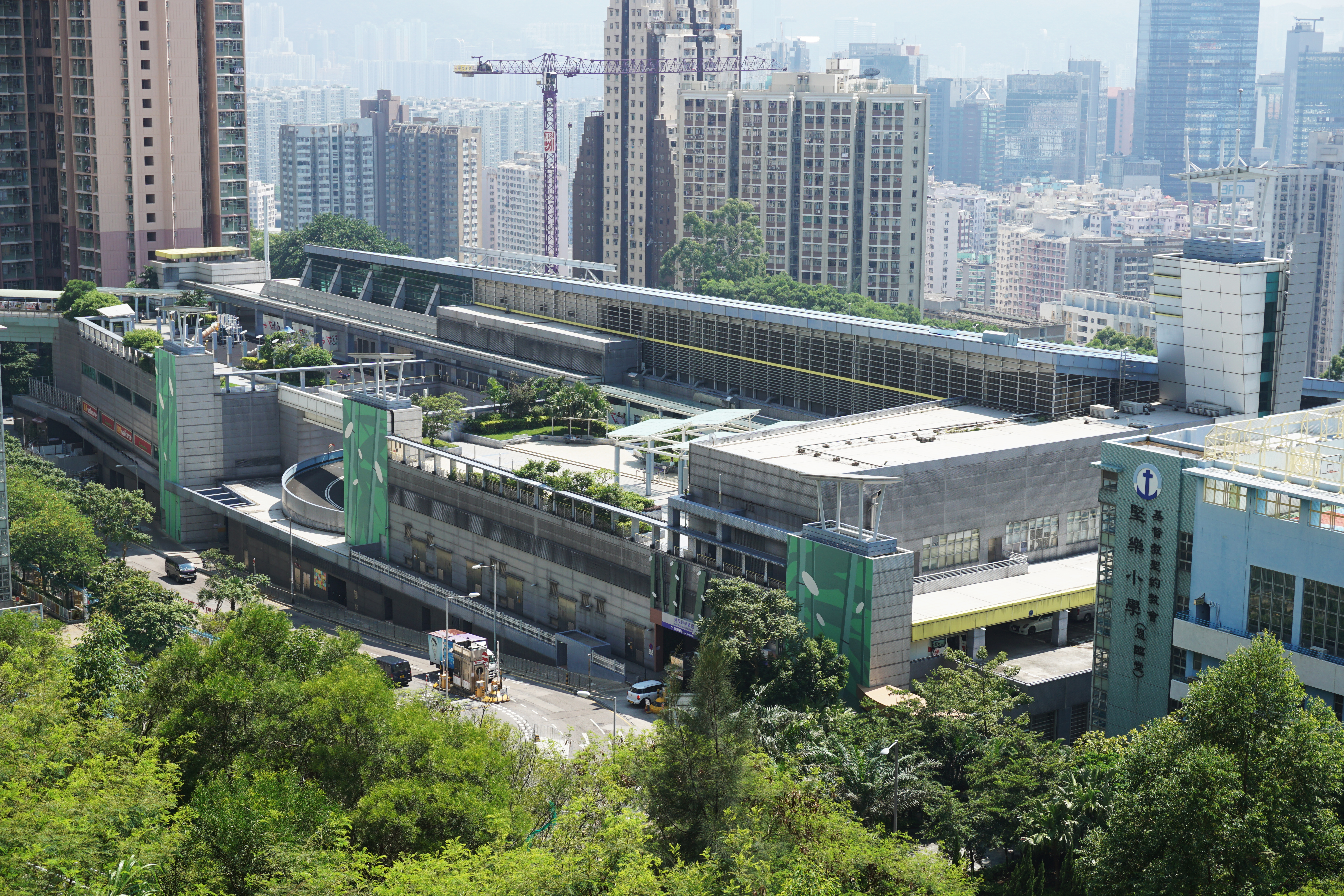
由安達邨俯瞰秀茂坪商場

## 歷史
現時的商場前身為秀茂坪邨32-33座連一所「火柴盒」小學，於1997年起清拆，並於2001-02年間重建為此商場及毗鄰兩間小學。

## 建築設計
秀茂坪商場及廣場由房屋署總建築師伍灼宜、建築師何偉然、高級建築師何國成及其團隊於1990年代設計，並且由鴻運建築有限公司興建，於2002年開業啟用。底層設當年全港最大的公屋街市，商場內是各類型的店舖、食肆及超級市場，頂層為社康護理中心、長者中心、社區進修中心、社會保障辦事處、屋邨辦事處、鄰舍輔導會和診所。商場前方為半圓形廣場，可供公眾閒坐聊天和舉行大型社區活動；商場頂層為一個平台花園。
商場設計採用大跨度的鋼製懸桁架、弧形玻璃幕牆，加上充足的自然光線和富節日色彩的燈光設計，因而贏得由香港建築師學會頒發的「2001年城市設計獎」，以至由香港工程師學會及英國結構工程師學會聯合頒發的「卓越結構嘉許獎」。
商場於2015年年尾至2016年中進行簡單翻新，因此商場除了添置木材、燈飾等元素及增加垂直綠化牆外，整體與開幕時的樣貌相約。
2024年，領展替秀茂坪商場進行翻新工程，三樓原來的醫務所區域改為餐飲區，並引入6間新餐廳，而醫務所區域則遷至前社會福利署辦事處的位置。

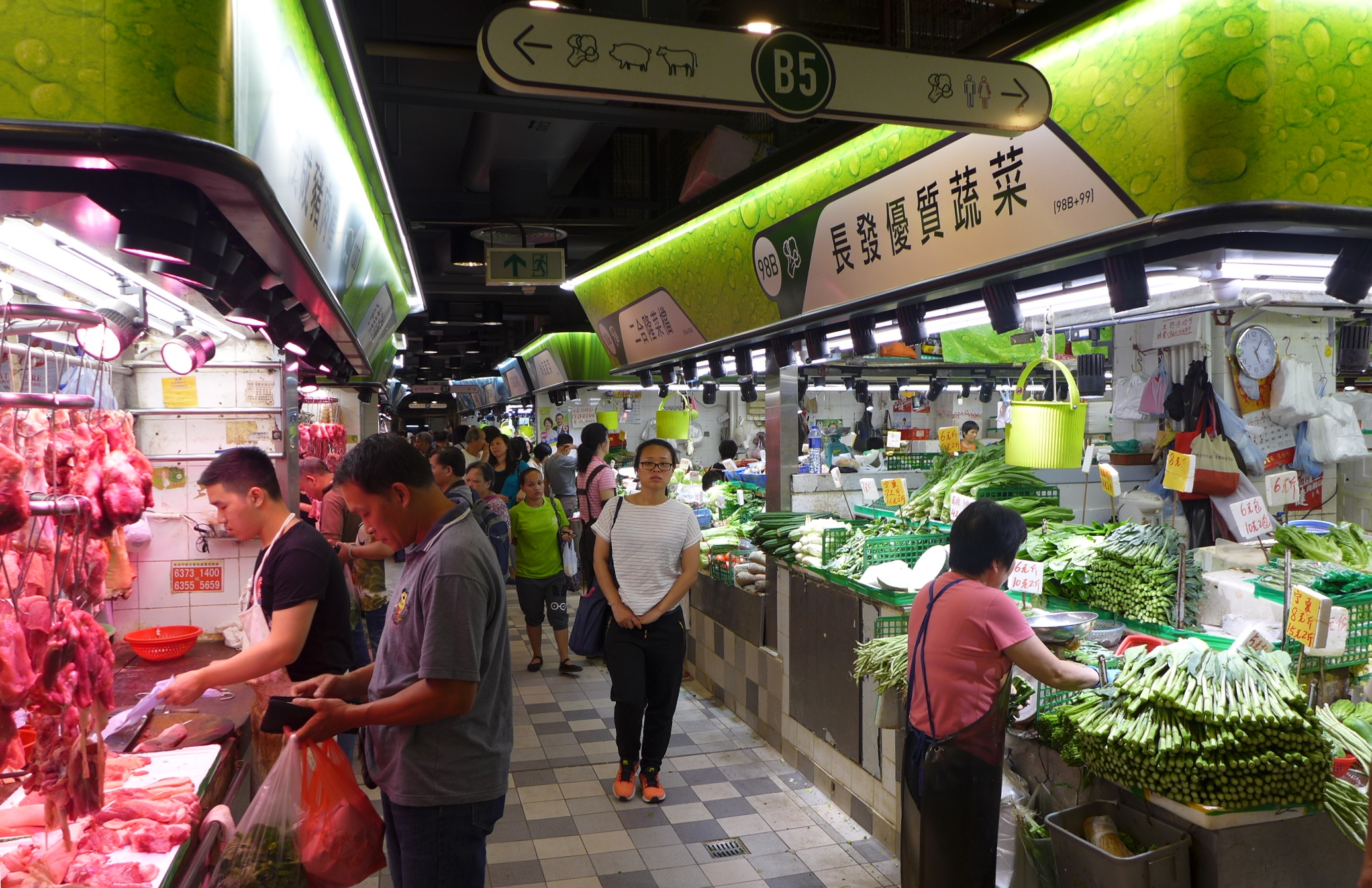
翻新後的秀茂坪街市
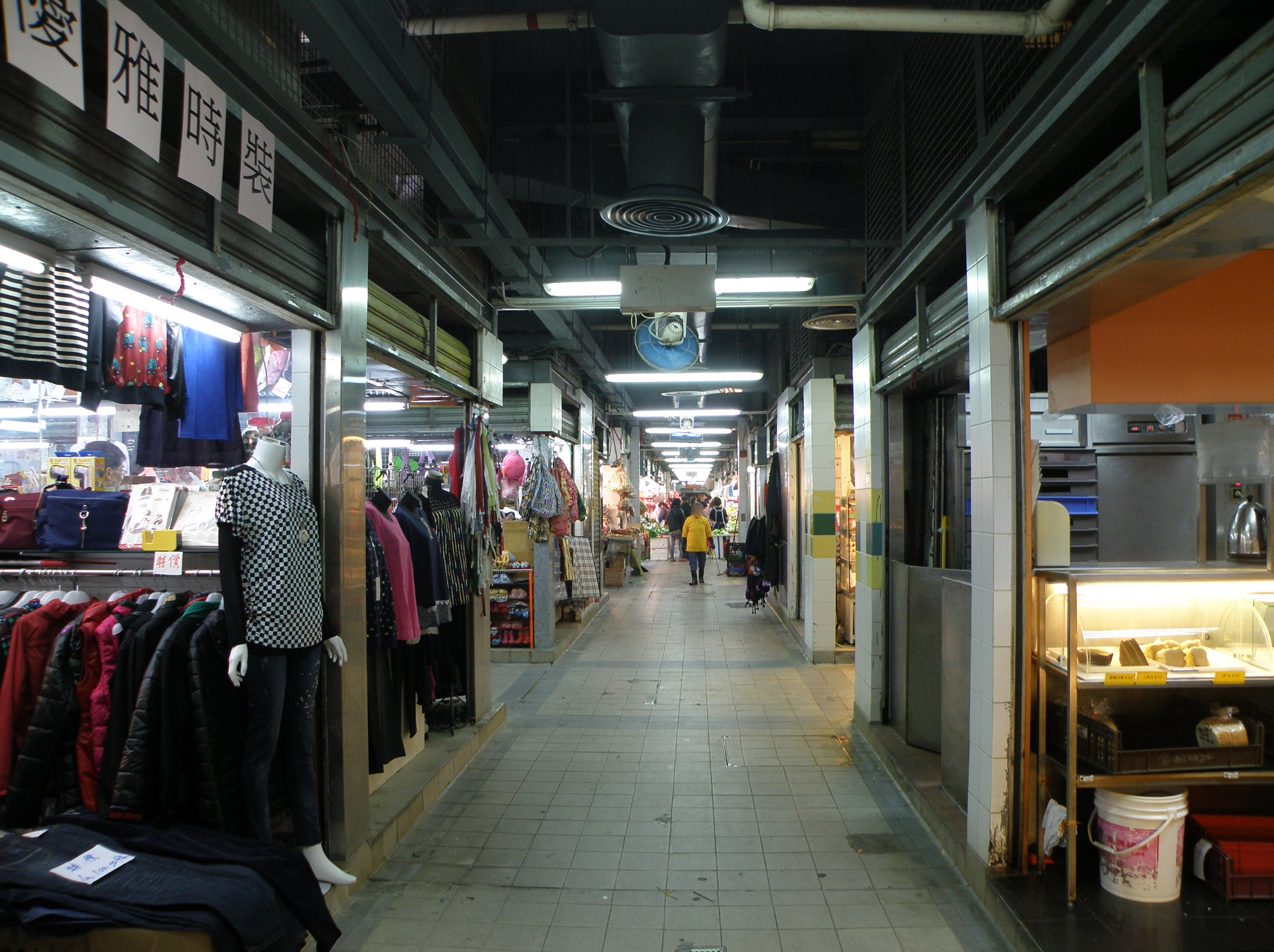
翻新前的秀茂坪街市
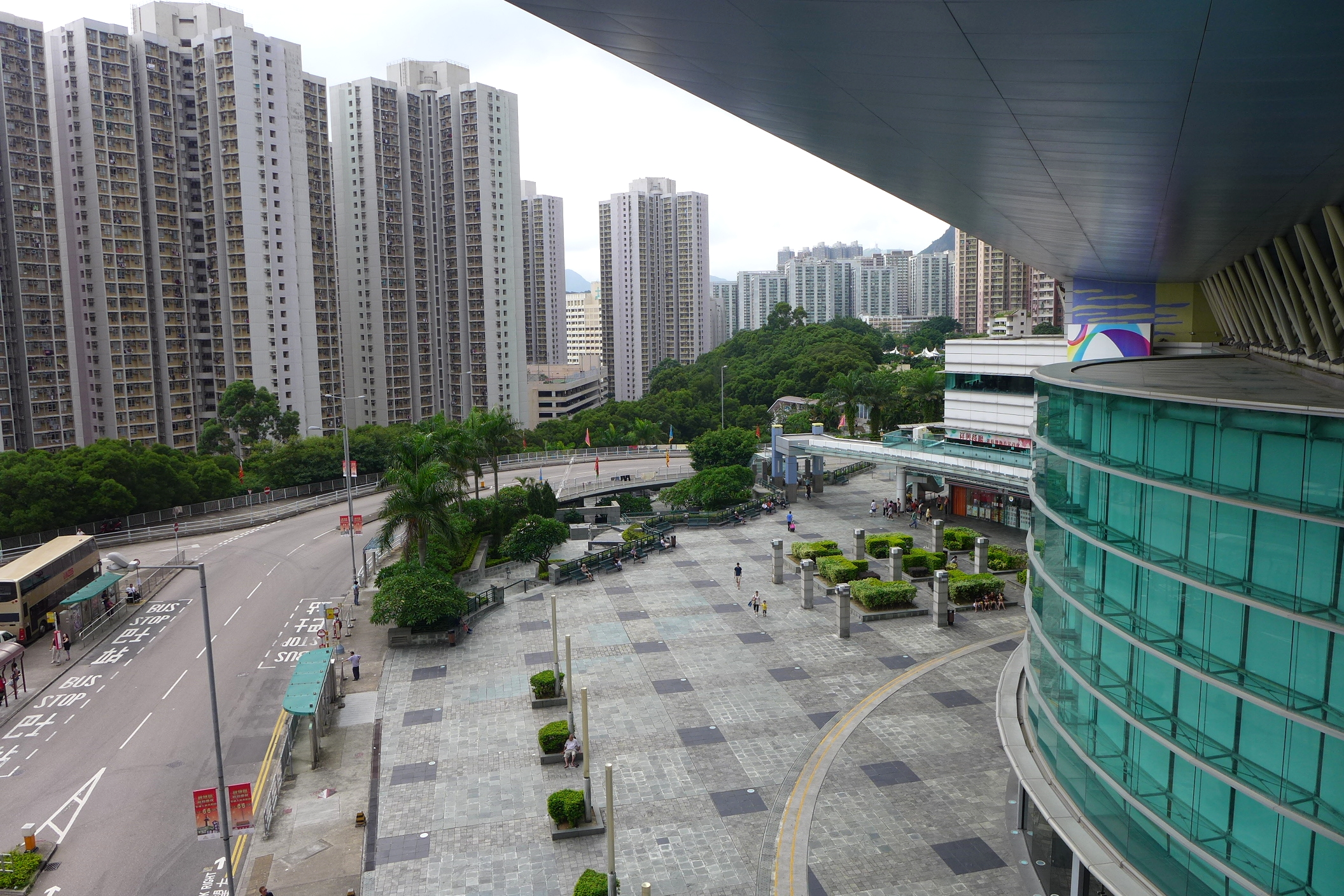
翻新前的半圓形廣場（2015年）
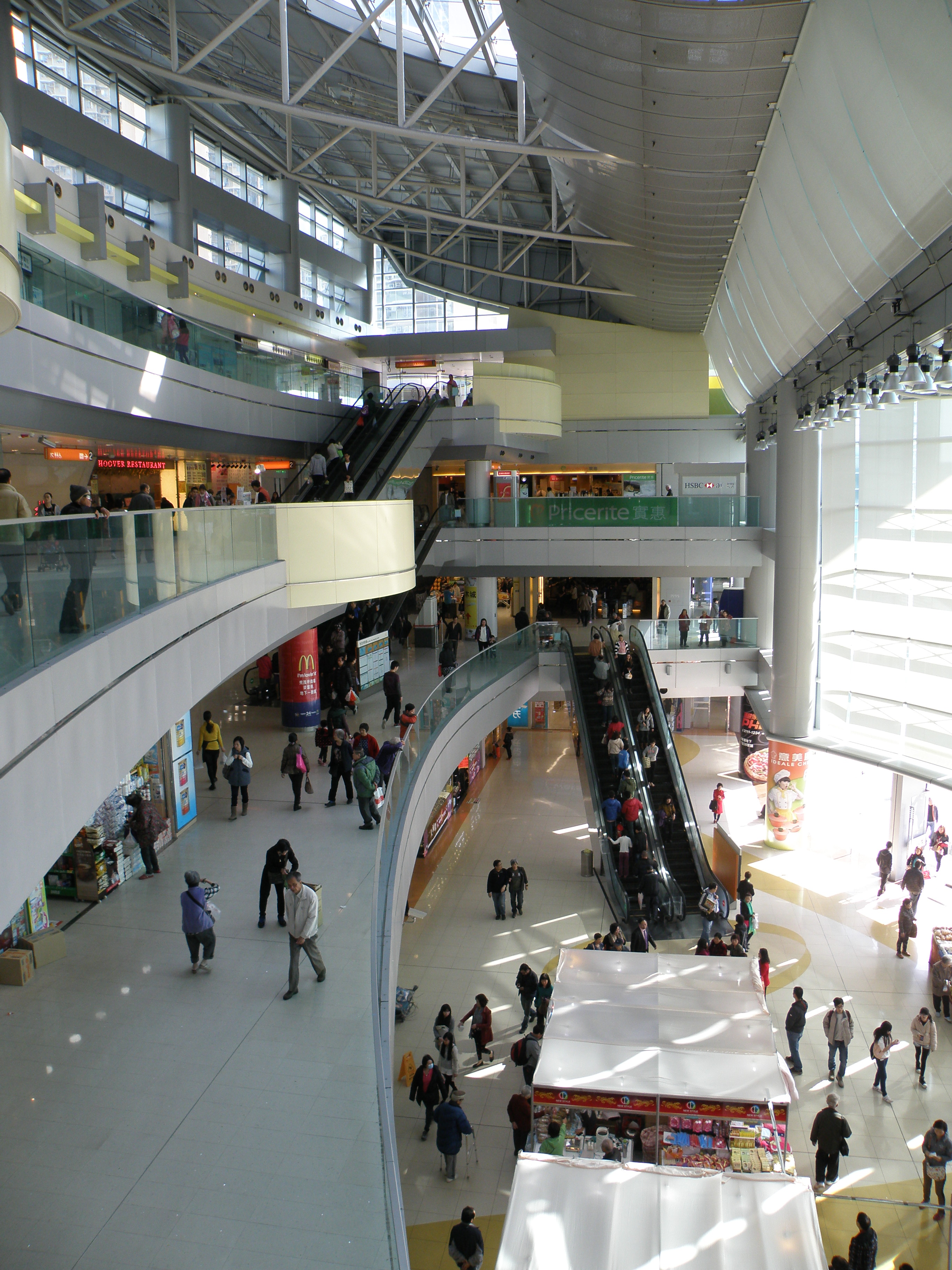
翻新前商場主中庭 （2015年）
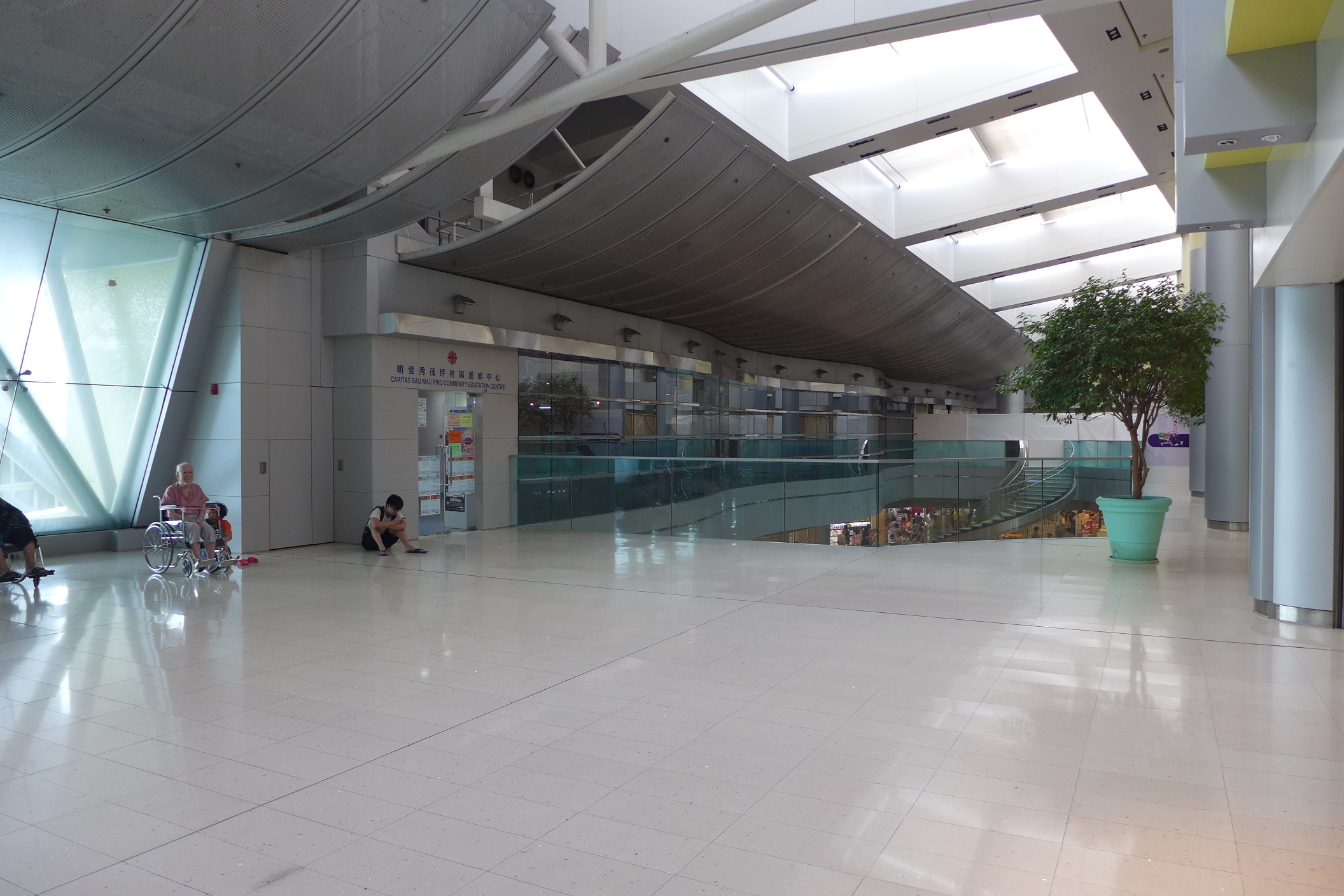
翻新前商場3樓 （2015年）

## 顧客服務
- 免費上網(Wi-Fi)服務
- 失物認領
- 簡單救傷設施
- 小型公具借用
- 影印服務
- 地圖借用
- 雨傘借用
- 簡便縫補針線借用
- 手提電話電池充電服務
- 汽車充電線借用
- 本地傳真服務

## 商戶
- 食肆分佈在各層，包括分別為商場地下地面層G/F、1/F、2/F、3/F及住宅平台等如下。
- 大家樂[4]、麥當勞[5]，近年領展積極加入連鎖食肆，如元氣壽司、翠河餐廳（已結業）、嘶嘶沙沙 、I am bakey、唐記包點、譚仔雲南米線[6]、椰林閣餐廳、肯德基[7]、百份百、意樂、chicken factory 雞工廠、RUD日式燒肉專門店、沙嗲王。
- 超級市場有惠康超級廣場[8]及759 阿信屋[9]，亦有7-Eleven[10]及OK便利店[11]（已結業，現已轉為一間中醫診所）。
- 家品電器有實惠[12]（已結業）、日本城[13]、時代電氣及家品屋。
- 個人護理產品店鋪包括屈臣氏[14]、萬寧[15]、華潤堂
- 時裝服飾包括Baleno[16]、Dr. Kong[17]、FOOTSPOT、Free Running
- 明愛社區書院-秀茂坪
- 秀茂坪郵政局

## 事件

### 童黨燒屍案
1997年5月14日，16歲少年陸志偉被童黨在附近的大廈單位毆斃，其屍體被運至商場現址的重建地盤燒屍。

### 充電池爆炸事件
2017年6月1日，商場1樓香港賽馬會場外投注處發生俗稱尿袋的充電池爆炸事件，投注站內煙霧瀰漫，馬會職員使用滅火筒將火撲熄，事件中無人受傷，投注站事後只圍封一小角，照常運作。

### 蒙面示威者破壞商舖事件

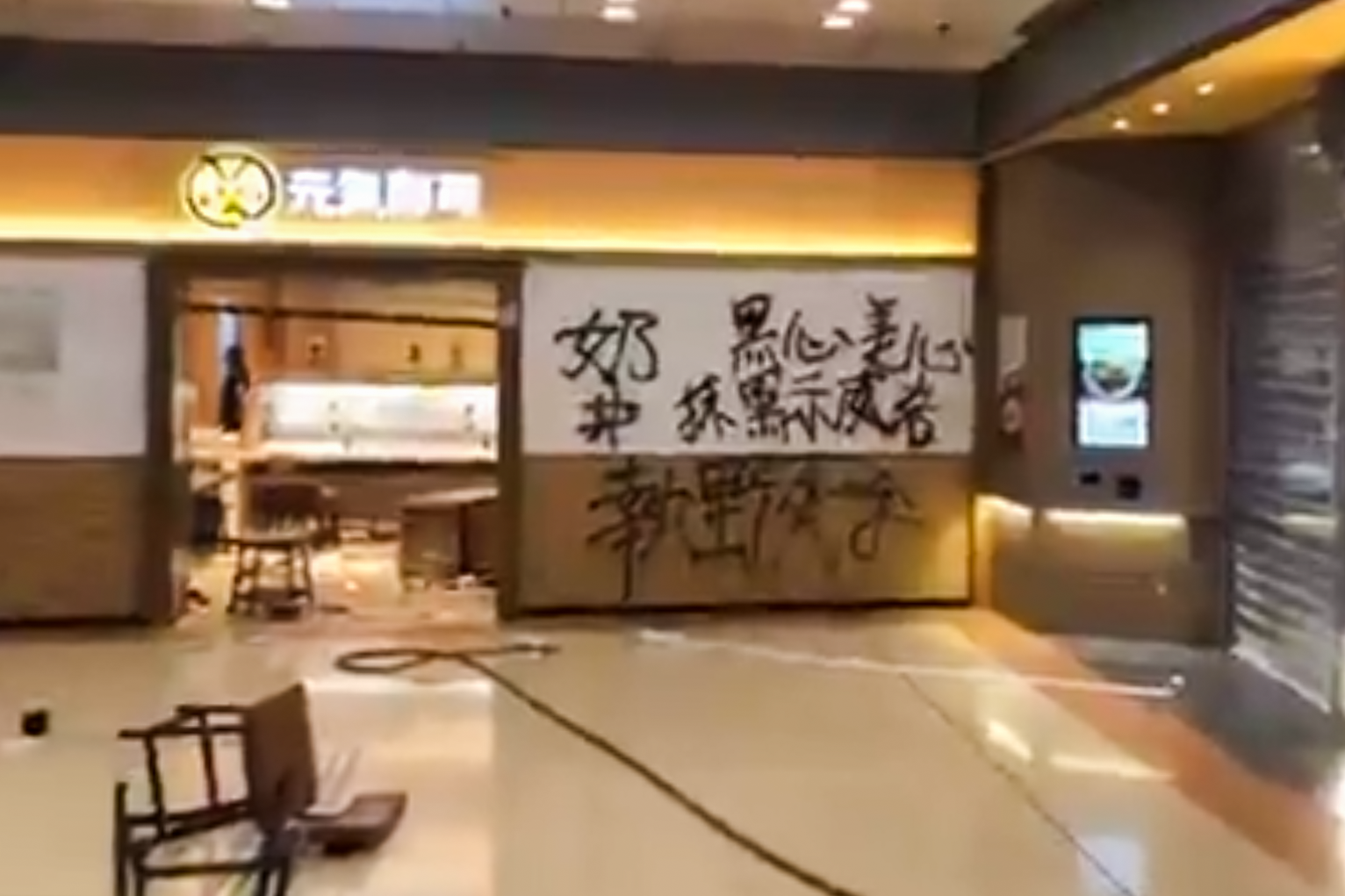
元氣壽司被破壞，門外噴上「黑心美心」等字眼

2019年11月7日，網上有人發起秀茂坪「和你行」的行動，在晚上約9時，香港電台片段顯示，有大批蒙面示威者破壞秀茂坪商場的多間商舖，包括毀壞元氣壽司的物品、推跌櫃枱、掃跌餐具、將收銀機零錢拋在店門外、將座椅拋出店外、店門外噴上「黑心美心」等字眼等；打破名創優品的櫥窗玻璃，店門外噴上「紅色資本」的字句；用超級市場手推車撞毀優品360捲閘等。

### 街市豬殼放地 引致大批老鼠覓食
2020年8月13日凌晨，有人拍攝到街市內其中一個肉檔，將多個豬殼放置在地上，引來最少10隻老鼠在豬殼堆覓食。觀塘區議員張培剛形容情况恐怖及嘔心，而街市平時鼠患嚴重，加上COVID-19疫情嚴重，擔心老鼠會傳播病菌。他要求領展及食環署加強滅鼠及採取措施保障街市食品安全。領展表示曾經多次警告相關檔戶，會嚴正跟進，已勒令該檔戶即時停業，並安排滅鼠公司到場滅鼠。食環署表示一直關注該處的鼠患問題，會嚴肅跟進事件，如發現違例會進行檢控。

## 其他連結
1. 1 2  .   [2016年11月19日]. （原始内容存档于2018年10月11日）.
2. ↑  HWCCL. .   [2021-04-05]. （原始内容存档于2016-12-15）.
3. ↑  . 香港01. 2024-12-02  [2024-12-07] （中文（香港））.
4. ↑  大家樂. .   [2021-04-05]. （原始内容存档于2015-04-03）.
5. ↑  麥當勞. .   [2021-04-05]. （原始内容存档于2021-04-18）.
6. ↑  譚仔雲南米線. .   [2021-04-05]. （原始内容存档于2022-03-25）.
7. ↑  KFC HK. .   [2021-04-05]. （原始内容存档于2020-11-10）.
8. ↑  惠康. .   [2021-04-05]. （原始内容存档于2021-01-27）.
9. ↑  7-Eleven® Hong Kong. . （原始内容存档于2021-04-10）.
10. ↑  OK便利店 Circle K Hong Kong. .   [2021-04-04]. （原始内容存档于2021-01-16）.
11. ↑  實惠. .   [2021-04-05]. （原始内容存档于2022-03-22）.
12. ↑  日本城. .   [2021-04-05]. （原始内容存档于2021-01-28）.
13. ↑  屈臣氏. .   [2021-04-05]. （原始内容存档于2022-02-27）.
14. ↑  .   [2021-04-04]. （原始内容存档于2020-10-28）.
15. ↑  Baleno. .   [2021-04-05]. （原始内容存档于2021-01-28）.
16. ↑  Dr.Kong. .   [2021-04-05]. （原始内容存档于2020-11-25）.
17. ↑  . 香港經濟日報. 2017-06-01  [2020-08-14].
18. ↑  .   [2019年11月8日]. （原始内容存档于2019年11月8日）.
19. ↑  . 明報. 2020-08-14  [2020-08-14].

- . 房委會. （原始内容存档于2002-06-02） （中文）.